# 산조르조마조레 (모네)

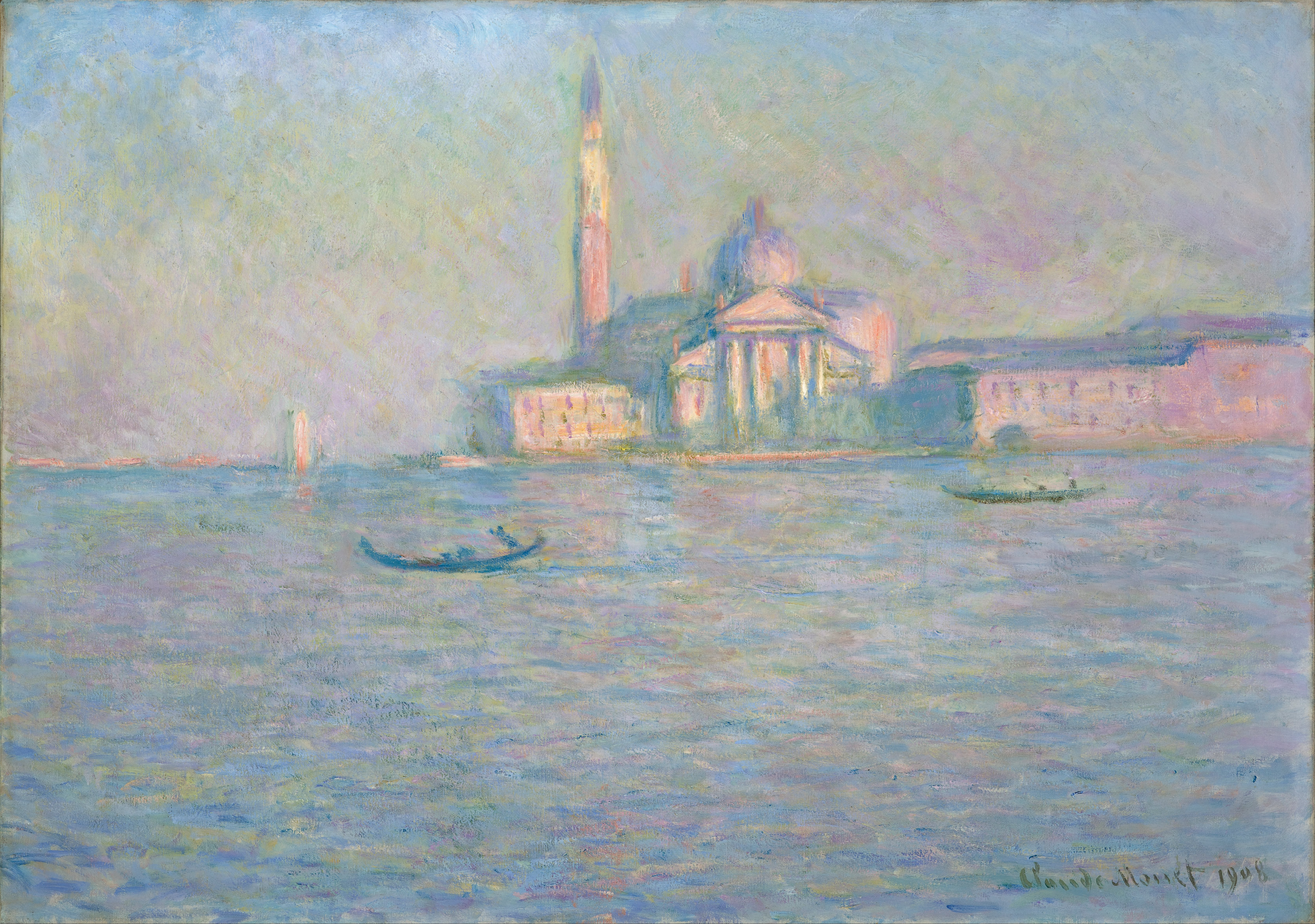
클로드 모네,〈산조르조마조레〉, 인디애나폴리스 미술관 록턴 컬렉션 (관리번호 70.76)

프랑스의 인상파 화가 클로드 모네는 1908년 이탈리아 베네치아의 산조르조마조레 수도원섬을 소재로 일련의 그림을 그렸다. 이 가운데 가장 대표적인 작품은 〈황혼의 산조르조마조레〉라는 제목이 붙어 있으며, 나머지 작품들과 함께 아울러 '산조르조마조레' 연작이라 부른다.

## 상세
모네는 프랑스 지베르니의 자택에서 베네치아 풍경화를 완성했고 1912년 파리 전시회에서 이를 공개하였다. 당시 그림을 구입한 사람은 총 3점을 구입한 영국 웨일스의 미술수집가 그웬돌린 데이비스 등이 있었다.
2018년 영국 런던의 내셔널 갤러리는 특별전 〈모네와 건축〉(Monet & Architecture)를 개최하여, 클로드 모네가 건축을 통해 어떻게 예술을 구조화하고 생동감을 불어넣었는가를 조명하였다. 이 전시에서 내셔널 갤러리는 베네치아 풍경화 9점을 한 방에 모아 전시하였는데, 현재 어떤 미술관도 두 점 이상의 작품을 영구 소장하거나 전시하지 못하고 있기 때문에 매우 드문 전시로 평가받았다. 이 전시에서 산조르조마조레 연작의 경우 미공개 개인 컬렉션, 인디애나폴리스 미술관, 카디프 국립박물관의 소장본을 대여하여 전시하였다.
2016년 7월 이시아 디밸롭먼트 베르하드에서 정부 투자예산을 횡령한 사기범 조 로우를 수사하는 과정에서,〈산조르조마조레〉연작의 1점이 미 정부를 대리하여 스위스 당국에 의해 압수된 것으로 밝혀졌다. 조 로우는 이 그림을 3,500만 달러에 구입한 것으로 알려졌다.

## 그림 목록
아래 모든 작품은 캔버스에 유채로 되어 있으며, 카탈로그 번호는 다니엘 빌덴슈타인의 〈In the Monet: Catalogue Raisonné〉에서 제시한 빌덴슈타인 색인 번호를 따랐다.
| 그림                  | 연도   | 색인번호 | 소장처                | 그림 |
| --------------------- | ------ | -------- | --------------------- | ---- |
| 산조르조마조레        | 1908년 | (W.1746) | 개인 소장             |      |
| 산조르조마조레        | 1908년 | (W.1747) | 웨일스 박물관         |      |
| 산조르조마조레        | 1908년 | (W.1748) | 개인 소장             |      |
| 산조르조마조레        | 1908년 | (W.1749) | 인디애나폴리스 미술관 |      |
| 황혼의 산조르조마조레 | 1908년 | (W.1750) | 개인 소장             |      |

## 같이 보기
- 클로드 모네의 작품 목록
- 산조르조마조레에서 바라본 두칼레 궁전